# Fusi

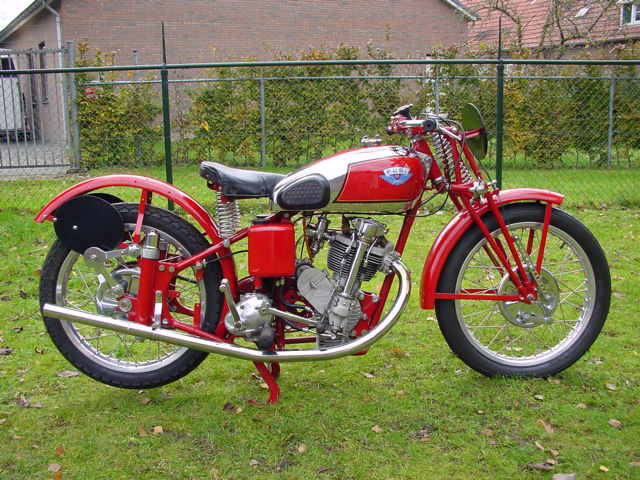
Fusi 250cc-kopklepracer uit 1937. Het blok vertoont veel overeenkomst met die van het juist overgenomen merk CF

Fusi en RAS zijn Italiaanse historisch merken van motorfietsen van dezelfde fabrikant.
De bedrijfsnaam was: A. Fusi & Co., S.p.A. Milano
Fusi was lang importeur van FN, maar ging in 1932 zelf motorfietsen produceren, die grotendeels met FN-onderdelen werden samengesteld. Ze werden aangedreven door een 175cc-JAP-motor en kwamen op de markt onder de merknaam RAS. De JAP-motoren werden in Italië onder licentie geproduceerd. De door Fusi gebruikte Burman-versnellingsbakken werden door Fiat onder licentie geproduceerd.
Vanaf 1933 werden ook wel Italiaanse motorblokken toegepast. Na het overlijden van Achille Fusi kwam de leiding in handen van Luigi Beaux. In 1934 leverde men motorfietsen met 250- en 500cc-JAP-blokken, terwijl een 175cc-model naar keuze met een eigen Fusi- of JAP-motor geleverd kon worden. Vanaf 1936 verdween de naam RAS en kwamen de machines als Fusi in de winkel te staan.
In 1937 werd de modellenlijn uitgebreid met een 500cc-driewielig transportvoertuig. Omdat men in dat jaar de CF-fabriek overnam kwamen ook deze motoren als Fusi op de markt. De letters CF kwamen vanaf dat moment regelmatig in de modelaanduidingen terug. Zo verscheen in 1941 de M 25 CFS met een eigen 248cc-viertaktmotor met bovenliggende nokkenas en vier versnellingen met voetschakeling. Dit model woog 135 kg en haalde 110 km/uur, maar de sportversie M 25 CFSS had een topsnelheid van 135 km/uur. De Fusi M 56 FFS had een 198cc-kopklepmotor met stoterstangen, woog 160 kg en haalde 130 km/uur. Dit model werd opgevolgd door de M 25 FFT met 250cc-motor, handgeschakelde drieversnellingsbak, een star frame, een gewicht van 125 kg en een topsnelheid van 85 km/uur. De Fusi M 25 FFL was vergelijkbaar, maar had vier versnellingen. In 1941 verscheen ook een nieuwe triporteur, nu met een 250cc-zijklepmotor en een laadvermogen van 350 kg. De 500cc-triporteur kreeg een kopklepmotor en een achteruitversnelling. In 1948 kwamen er nieuwe CF-modellen: de M 25 CF Sport Lusso en de M 25 CF Supersport, die een door CF ontwikkelde 250cc-kopklepmotor hadden. De vierversnellingsbak was nu voetgeschakeld. De Sport Lusso haalde 105 km/uur en de Supersport 125 à 130 km/uur. De Supersport had achter een swingarm en voor een telescoopvork, de Sport Lusso had nog plunjervering achter en een schommelvoorvork. In 1950 volgde de M 25 CFS, die maar weinig afweek van de Sport Lusso, maar in 1951 en 1952 leverde men een verbeterd model, de M 25 CFSS, die 125 km/uur haalde maar nog steeds een schommelvoorvork had. Men leverde ook nog de BM-bromfiets met een Garelli-motor, tot de hele productie in 1957 werd beëindigd.